# Тихонравов, Михаил Клавдиевич
Михаи́л Кла́вдиевич Тихонра́вов (16 [29] июля 1900, Владимир, Российская империя — 4 марта 1974, Москва, СССР) — советский инженер, конструктор космической и ракетной техники, сподвижник С. П. Королёва. Доктор технических наук, профессор, лауреат Ленинской премии, Герой Социалистического Труда, заслуженный деятель науки и техники РСФСР. Член-корреспондент Академии артиллерийских наук.

## Биография

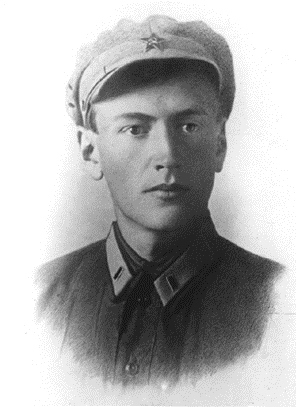
Михаил Тихонравов в 1925 году

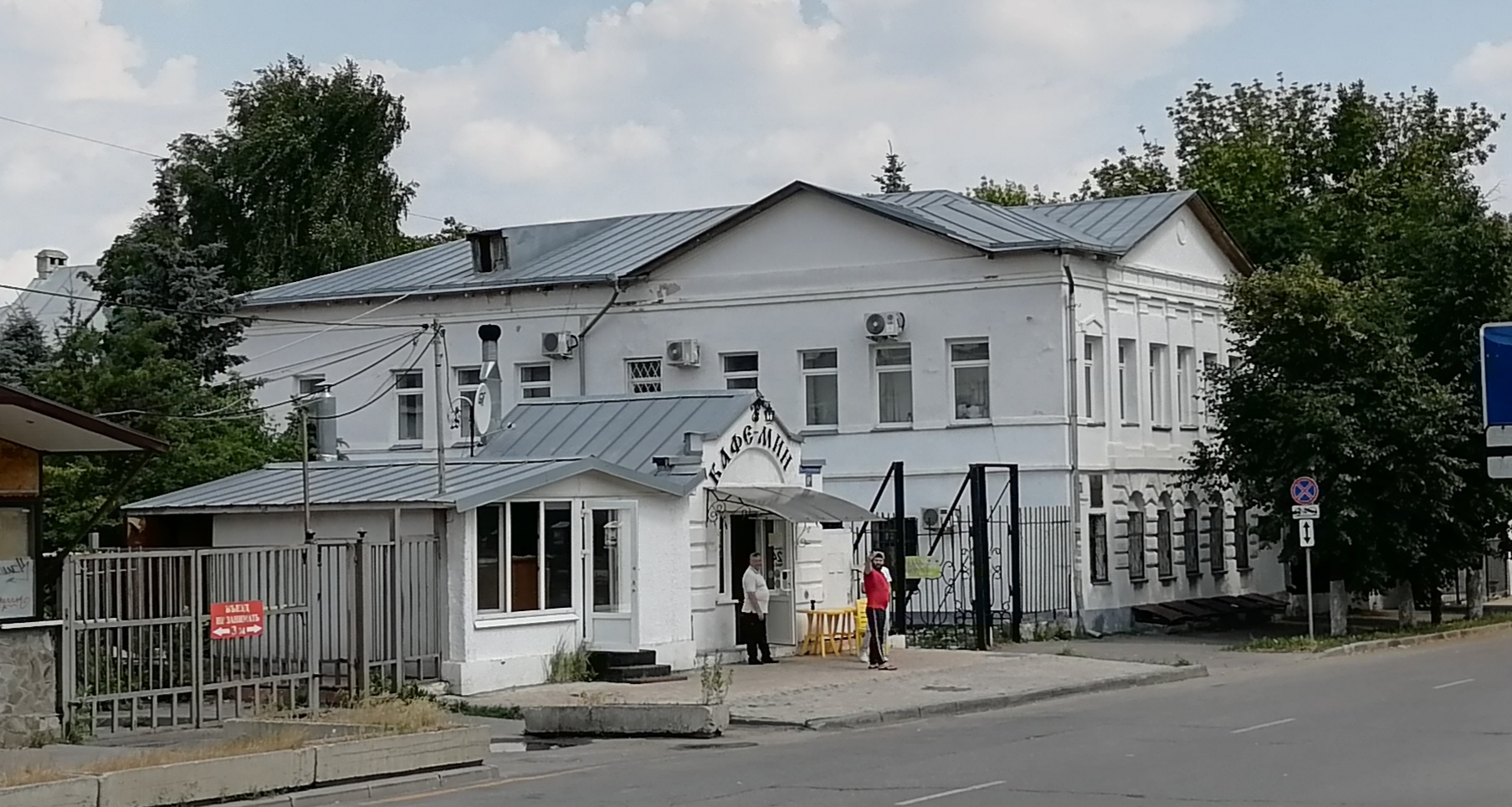
Родительский дом М. Тихонравова. Владимир, 2-я Никольская улица, 8

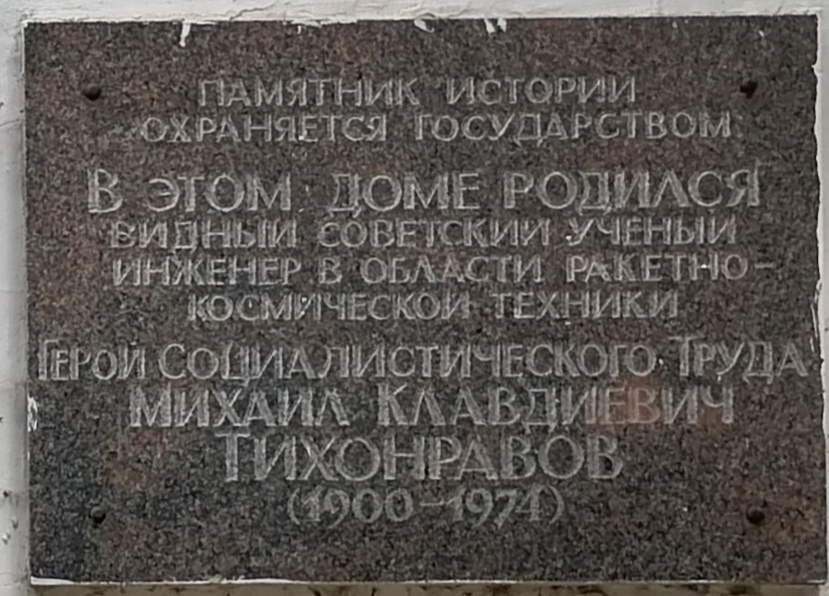

Михаил Клавдиевич Тихонравов родился 29 июля 1900 года во Владимире.
Отец Клавдий Михайлович, почётный гражданин города Владимира, окончил юридический факультет Императорского Санкт-Петербургского университета. Мать Александра Николаевна — Санкт-Петербургские высшие Бестужевские курсы, училась в техническом училище рисования А. Л. Штиглица, готовившем преподавателей для художественно-промышленных школ.
Когда Михаилу было полтора года, его родители переехали в Санкт-Петербург, где он окончил 3-ю классическую гимназию.
В девятилетнем возрасте Миша Тихонравов, побывав на авиационном представлении, на всю жизнь заболел небом, начал запоем читать книги по теории воздухоплавания.
Михаил Тихонравов в совершенстве владел латынью и читал в подлиннике античных авторов, знал французский язык.
В 1919 году служил в РККА. В этом же году работал товарищем председателя переславского комитета РКСМ.
В 1920 году он поступил в Институт инженеров Красного Воздушного Флота (ныне Военно-воздушная инженерная академия имени Н. Е. Жуковского). В учебных мастерских института вместе с известным впоследствии авиационным инженером-конструктором Вахмистровым Владимиром Сергеевичем спроектировал и построил планер, названный «Змеем Горынычем», он представлял советский планеризм на международных соревнованиях в Германии в 1925 году, показав превосходные результаты: поднялся на высоту 265 метров и пролетел 11 километров.
Окончив учёбу в 1925 году, Михаил Тихонравов работал на нескольких авиационных предприятиях. Конструктор ряда планеров: АВФ-1 «Арап» (1923 г.), АВФ-22 «Змей Горыныч» (1925 г., совместно с В. С. Вахмистровым), «Жар-Птица» (1927 г., совместно с А. А. Дубровиным), «Гамаюн», «Скиф» (оба 1928 г.), «Комсомольская Правда» («Жар-Птица-2», 1929 г.), «Скиф-2» (1931 г.; все — совместно с В. С. Вахмистровым и А. А. Дубровиным).
Тихонравов познакомился в секции планеризма при ОСОАВИАХИМе СССР с Сергеем Павловичем Королёвым, их знакомство перешло в тесное сотрудничество. По предложению Королёва он возглавил работы по созданию баллистических ракет на жидком топливе, закончившиеся первыми успешными запусками.
В 1932 году работал начальником бригады в Группе изучения реактивного движения, в ходе которой разрабатывал первый советский двухступенчатый ракетный двигатель. В 1933 году руководил созданием первой советской ракеты с двигателем на гибридном топливе. С 1934 года работал Начальником отдела Реактивного института.

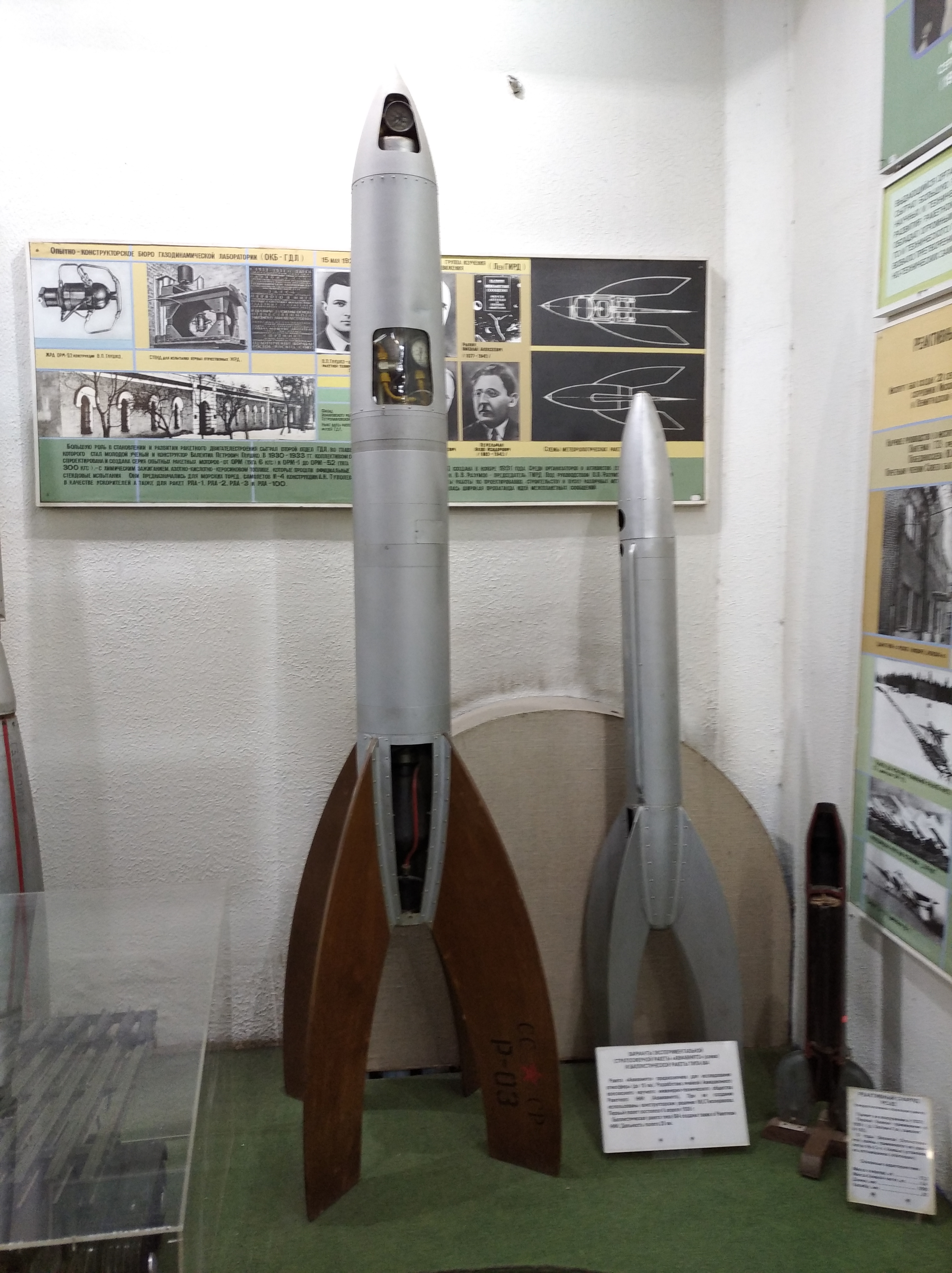
В ракете АвиаВНИТО (слева, первый запуск 6 апреля 1936) использована конструкция Тихонравова. Ракета «604» (в центре)

С 1938 года Михаил Тихонравов занимался исследованием жидкостных ракетных двигателей, разработкой ракет для изучения верхних слоёв атмосферы, однако в конце тридцатых годов работы по созданию жидкостных баллистических ракет были свёрнуты и Тихонравов занялся разработкой снарядов для «Катюш». В 1940—1943 гг. возглавлял конструкторскую группу, разрабатывавшую (под общим руководством А. Г. Костикова) опытный истребитель-перехватчик «302» с силовой установкой, состоящей из ЖРД и двух ПВРД.

## Создание и деятельность Группы Тихонравова
В середине 1940-х годов (1945—1946 гг.) М. К. Тихонравов создал в Реактивном научно-исследовательском институте (РНИИ, позже НИИ-1) группу сотрудников для разработки проекта пилотируемого аппарата, вертикально запускаемого одноступенчатой ракетой (типа Р-1) на высоту до 200 км (проект ВР-190).
Дальнейшие достижения М. К. Тихонравова в научной и инженерной областях сложно отделить от деятельности руководимой им группы, состав которой время от времени менялся, но продолжал оставаться единым взаимодополняющим друг друга сообществом высококлассных специалистов.
В 1946 г. работы над проектом ВР-190 были переданы из РНИИ во вновь созданный НИИ-4 Академии артиллерийских наук (ААН), в последующем НИИ-4 Минобороны СССР. Соответственно туда же, вместе с группой сотрудников, был переведён и М. К. Тихонравов, назначенный заместителем начальника НИИ-4 по одной из ракетных специальностей.
В её состав на то время входили Н. Г. Чернышов, П. И. Иванов, В. Н. Галковский, Г. М. Москаленко и др..
В 1947 г. в НИИ-4 пришёл молодой талантливый военный геодезист И. М. Яцунский, который также был включён в группу и быстро стал первым помощником Михаила Клавдиевича.
Первоначально М. К. Тихонравов непосредственно руководил работами по проекту ВР-190, однако в 1947 г. эти работы вместе с частью группы были переданы в другое подразделение НИИ-4, Михаил Клавдиевич постепенно отошёл от них и создал новый отдел во главе с П. И. Ивановым. Проект ВР-190, как известно, осуществлён не был.
В отделе П. И. Иванова Михаил Клавдиевич, хорошо зная труды К. Э. Циолковского, помимо других работ, предложил исследования составных ракет. В отделе стали разрабатываться приемлемые способы расчёта траекторий полёта составных ракет пакетной схемы, отыскания оптимальных конструктивно-баллистических параметров ракет, и проводиться исследовательские расчёты.
Разработка таких методов была необходима, поскольку в то время расчёты приходилось вести на ручных механических машинках (арифмометрах).
Основные исследования в отмеченных направлениях с учётом достижений ОКБ С. П. Королёва в области одноступенчатых ракет вёл И. М. Яцунский. Работы шли достаточно быстро и уже в начале 1948 г. был получен ряд результатов, свидетельствующих о возможности создания составных ракет в недалёком будущем.
Михаил Клавдиевич сообщил об этом С. П. Королёву, с которым продолжал поддерживать постоянную связь.
Придавая важное значение этим результатам, Тихонравов решил выступить на заседании Учёного совета института с докладом «Пути осуществления больших дальностей стрельбы» и сделал это сообщение в начале лета 1948 г. в присутствии специалистов и учёных из других учреждений.
К этому времени в ОКБ-1 С. П. Королёва была создана ракета Р-1 с дальностью полёта около 300 км (на основе немецкой Фау-2), разработана новая ракета Р-2 на дальность порядка 600 км, прорабатывалась ракета на дальность примерно 1000 км (так называемая «тысячная ракета»). Практическую возможность достижения ещё больших дальностей в то время почти никто, особенно в кругах военных специалистов, не признавал. Поэтому сообщение Михаила Клавдиевича о том, что «пакет» из разрабатываемых в ОКБ-1 «тысячных ракет» способен достичь любых дальностей полёта, и даже вывести на орбиту искусственные спутники Земли (ИСЗ), взбудоражило зал, вызвало бурю отрицательных и даже язвительных откликов и выступлений.
Очень немногие специалисты поняли принципиальную ценность доложенных М. К. Тихонравовым результатов и высказывались с поддержкой его замыслов. Это были С. П. Королёв, президент ААН А. А. Благонравов, сочувственно к докладу относился и начальник НИИ-4 генерал А. И. Нестеренко. Благодаря заинтересованной помощи этих крупных учёных доклад М. К. Тихонравова был повторён 14 июля 1948 г. на годичном заседании Академии артиллерийских наук, выслушан с огромным вниманием, однако отклик участников заседания, в основном, был подобен реакции большинства членов учёного совета НИИ-4.
Участник этого совещания И. М. Яцунский свидетельствовал о многочисленных критических и даже оскорбительных выступлениях в адрес Михаила Клавдиевича. Голосов же в поддержку принципиальных идей М. К. Тихонравова были очень немного.
Одним из следствий указанных докладов М. К. Тихонравова явилось то, что вышестоящее руководство упразднило в НИИ-4 отдел П. И. Иванова, как занимающийся неактуальными проблемами. Для продолжения исследований составных ракет по настоятельной просьбе Михаила Клавдиевича было разрешено оставить одного только И. М. Яцунского. Сам М. К. Тихонравов был переведён на должность научного консультанта института.
Доклад М. К. Тихонравова при деятельной поддержке С. П. Королёва и А. А. Благонравова всё же был обнародован в журналах «Доклады Академии артиллерийских наук» (М., 1949, вып. 6), «Ракетная техника» и позже (уже в 1995 г.) в сборнике статей из истории авиации и космонавтики.
С. П. Королёв, узнав об упразднении отдела П. И. Иванова, выдал НИИ-4 в поддержку М. К. Тихонравова официальный заказ на выполнение НИР по дальнейшим исследованиям составных ракет.
С этого времени начался новый этап работ этой группы.
Несмотря на то, что бо́льшая часть военно-инженерной общественности восприняла изложенные в докладах М. К. Тихонравова в 1948 г. положения, как неосуществимую фантастику, они всколыхнули научно-инженерную мысль новизной идей и вынудили заняться исследованиями проблем создания составных ракет более широко и подробно.
Обосновав (по официальному заказу С. П. Королёва) необходимость расширения состава группы для проведения исследований, М. К. Тихонравов в конце 1949 г. добился включения в неё молодых инженеров Г. Ю. Максимова, Л. Н. Солдатовой, Я. И. Колтунова и А. В. Брыкова. Первые трое только что окончили МАИ (все участники стратосферного студенческого кружка, созданного Я. И. Колтуновым), а А. В. Брыков — МВТУ. Г. Ю. Максимов, Л. Н. Солдатова и А. В. Брыков проработали в группе до конца её существования, Я. И. Колтунов в 1951 г. перешёл на работу в другое подразделение института, занявшись, в частности, совершенствованием стартовых сооружений для запуска ракет, в чём весьма преуспел (его вклад в этом направлении по представлению С. П. Королёва был отмечен орденом «Знак Почёта» (1960 г.).
В 1950 г. к работе в группе М. К. Тихонравова был вновь привлечён Г. М. Москаленко, пришёл также Б. С. Разумихин. Г. М. Москаленко участвовал в работе группы до 1953 г., а Б. С. Разумихин — до 1952 г. В 1950 г. в группу были направлены для подготовки дипломных проектов и последующей работы студенты МАИ О. В. Гурко и И. К. Бажинов, которые проработали в ней до конца её существования, как и возвратившийся туда в 1953 г. В. Н. Галковский.
В марте 1950 г. в НИИ-4 предполагалась научно-техническая конференция по вопросам ракетной техники. М. К. Тихонравов при деятельной поддержке С. П. Королёва предложил в программу конференции свой доклад «Ракетные пакеты и перспективы их развития». В нём Михаил Клавдиевич развил идеи, изложенные им ранее, дополнив их новыми результатами и впервые прямо сказал о ближайших перспективах создания искусственных спутников Земли, вплоть до полётов на них человека.
Так, по техническому заданию С. П. Королёва в группе был рассмотрен двухступенчатый «пакет» из трёх ракет Р-3, каждая из которых должна была переносить боевую часть массой порядка 3 т на дальность 3000 км. Было показано, что «пакет» может обеспечить не только перенос тяжёлой боевой части на любую дальность, но и вывод на орбиту спутника, масса которого может оказаться достаточной для полёта на нём человека. На конференции присутствовал С. П. Королёв с одним из своих заместителей. Доклад был выслушан внимательно, но по-прежнему преобладали недоверчивые и сатирические выступления.
К 1953 г. С. П. Королёв принял основные решения по облику межконтинентальной баллистической ракеты Р-7, и в ОКБ-1 развернулись соответствующие широкие опытно-конструкторские работы. В 1954 г. по этому поводу было принято правительственное постановление, согласно которому к работам привлекалась широкая кооперация смежных предприятий.
К 1953 году у большинства руководителей вооружённых сил и военно-промышленного комплекса уже выработалось понимание огромного значения боевых баллистических составных ракет и перспективности создания и применения искусственных спутников Земли. Поэтому предложение М. К. Тихонравова об открытии в НИИ-4 особой НИР по упомянутой задаче, поддержанное С. П. Королёвым, при участии заместителя начальника НИИ-4 Г. А. Тюлина было принято командованием (А. И. Соколов), и в 1954 г. в институте первая такая тема под номером 72 была открыта. Научным руководителем работ был назначен М. К. Тихонравов, ответственным исполнителем И. М. Яцунский. Все участники группы отвечали за различные разделы темы. Её утверждение явилось прямым свидетельством признания идей и плодов усилий М. К. Тихонравова и его группы.
Уже в 1954 году М. К. Тихонравов с сотрудниками предложили свою программу освоения космического пространства, от запуска первого спутника, через создание пилотируемых кораблей и станций, к высадке на Луну.
1956 год стал временем окончания работы группы М. К. Тихонравова в НИИ-4 Минобороны. Заметим, что она административно никогда не выделялась в самостоятельное подразделение. Сначала группа включалась в отдел П. И. Иванова (которому были поручены и другие работы, не связанные с тематикой группы), затем Н. Д. Найды, Н. В. Егиазарова, С. Г. Гриншпуна и т. д. Однако вследствие большого авторитета Михаила Клавдиевича в научно-тематическом отношении группа была самостоятельна. В связи с развёртыванием работ над ИСЗ в ОКБ С. П. Королева (согласно указанному выше постановлению) в 1956 г. в ОКБ-1 ушли работать сначала Л. Н. Солдатова, затем Г. Ю. Максимов.
В 1956 г. ушёл работать в ОКБ-1 к Сергею Павловичу и сам М. К. Тихонравов, создав там знаменитый отдел № 9. В НИИ-4 из группы Михаила Клавдиевича остались к этому времени только И. М. Яцунский, А. В. Брыков, О. В. Гурко, В. Н. Галковский и И. К. Бажинов (ряду сотрудников группы не разрешили, как военнослужащим, перейти в другое учреждение вслед за своим руководителем).
На основе остатков группы в НИИ-4 была создана новая лаборатория № 14, начальником которой был назначен П. Е. Эльясберг. Её пополнили и новые сотрудники.
В 1956 году Михаил Клавдиевич перешёл на работу в ОКБ-1, на должность начальника отдела проектирования различных искусственных спутников Земли, пилотируемых кораблей, космических аппаратов для исследования Луны и некоторых планет Солнечной системы. За успешные запуски «Спутника-1» и спутника с живым существом на борту, Тихонравов в 1957 году был удостоен звания лауреата Ленинской премии.
31 декабря 1957 г. в связи с созданием ракеты Р-7 и успешным запуском первого искусственного спутника Земли большой группе учёных и инженеров в Кремле вручались Ленинские премии. Среди них были и члены группы — М. К. Тихонравов, И. М. Яцунский, И. К. Бажинов и А. В. Брыков, которым премия была присуждена за обоснование возможности создания и запуска первого ИСЗ. Г. Ю. Максимову Ленинская премия была присуждена несколько позже — за участие в создании первых автоматических лунных аппаратов. И. К. Бажинов в своих воспоминаниях пишет о том, что «С. П. Королёв, представляя к награде Г. Ю. Максимова, безусловно, учитывал его большой вклад в работы группы М. К. Тихонравова».
М. К. Тихонравов принимал деятельное участие в работах по запуску первого пилотируемого космического корабля, за что 17 июня 1961 года ему присвоено звание Героя Социалистического Труда (указ не публиковался).
В дальнейшем отдел под руководством Михаила Клавдиевича участвовал, в частности, в разработке тяжёлого межпланетного корабля, создаваемого для пилотируемого полёта на Марс.

### Список членов группы[13]
- Бажинов, Игорь Константинович (31.08.1928 — 8.7.2015) — доктор технических наук, профессор, заслуженный деятель науки и техники РФ, действительный член Российской Академии Космонавтики и Российской Академии технологических наук, лауреат Ленинской премии 1957 года и Государственной премии СССР 1981 года, кавалер многих государственных и ведомственных наград[14]. Во время учёбы в МАИ — член кружка Яна Колтунова.
- Брыков, Анатолий Викторович (16.07.1921 — 30.11.2007) — заслуженный деятель науки и техники Российской Федерации, лауреат Ленинской премии, академик Академии космонавтики имени К. Э. Циолковского, доктор технических наук, профессор[15].
- Галковский, Владимир Николаевич (1911—2001) — кавалер ордена Ленина и Сталинской премии. В составе группы работал с 1953 по 1956 г.
- Гурко, Олег Викторович (15.11.1926 — 27.04.2012)
- Колтунов, Ян Иванович (03.03.1927 — 15.01.2016) — заслуженный изобретатель РСФСР[источник не указан 3835 дней] (45 а/с)[16], кавалер ордена «Знак Почёта» (1960)[17] и ряда других государственных и ведомственных наград
- Максимов, Глеб Юрьевич (13.10.1926 — 26.08.2001) — лауреат Ленинской премии, к.т. н.[18]. Во время учёбы в МАИ — член кружка Яна Колтунова.
- Москаленко, Григорий Макарович
- Разумихин, Борис Сергеевич
- Солдатова, Лидия Николаевна (3.07.1926 — 9.01.2004)[19]<a href="[https://www.roscosmos.ru/media/pdf/Novostikosmonavtiki/nk2004-03-.pdf https://www.roscosmos.ru/media/pdf/Novostikosmonavtiki/nk2004-03-.pdf">Некролог</a>] Во время учёбы в МАИ — член кружка Яна Колтунова.
- Слабкий, Леонид Ильич (25.7.1925 — 5.4.2004) — член группы с 1947 г. Во время учёбы в МАИ — член кружка Яна Колтунова.
- Яцунский, Игорь Марианович (10.10.1916 — 4.10.1983) — лауреат Ленинской премии, к. т. н.[20]
- Ястребов, Владимир Дмитриевич (29.07.1922 — 22.07.2008) — профессор, доктор физико-математических наук, член-корреспондент Академии Космонавтики имени К. Э. Циолковского

## Преподавательская деятельность
С 1931 года Михаил Клавдиевич по совместительству читал в Московском авиационном институте курс «Моторные установки».
Позже с перерывами преподавал в МАИ (в 1930—1931 годах и в 1960—1974 годах) (с 1962 года — профессор).
Ряд сотрудников группы М. К. Тихонравова (Я. И. Колтунов и члены созданного им студенческого кружка И. К. Бажинов, О. В. Гурко и др.) познакомились с ним ещё во время своего обучения в МАИ. Некоторые из них затем были приглашены войти в состав этой группы.
В 1944—1947 годах — в Артиллерийской Академии имени Ф. Э. Дзержинского.
В 1948—1950 годах — на Высших инженерных курсах в Московском Высшем техническом училище имени Н. Э. Баумана.
С 1950 по 1953 годы, в связи с уменьшением загруженностью работой в НИИ-4, заведовал кафедрой в Академии оборонной промышленности.

## Награды и титулы
- медаль «Серп и Молот» (17.06.1961)
- два ордена Ленина (21.02.1945, 17.06.1961)
- два ордена Красного Знамени (03.11.1944, 15.11.1950)
- орден Отечественной войны 2-й степени (18.11.1944)
- медали.
- Ленинская премия (1957)
- Заслуженный деятель науки и техники РСФСР (07.12.1970)
- член-корреспондент Академии артиллерийских наук (14.04.1947)
- член-корреспондент Международной академии астронавтики (1968).

## Память
Похоронен М. К. Тихонравов на Новодевичьем кладбище, на его могиле установлен бюст.
В честь него названы и носят его имя:
- Улица Тихонравова в городе Королёв.
- Улица Тихонравова в городе Владимир.
- 50-й ЦНИИ военно-космических сил им. М. К. Тихонравова в городе Юбилейный.
- марсианский кратер Тихонравов.

## Сочинения
- Авиационные баки. — М.: Госмашметиздат, 1934
- Ракетная техника. — М., 1935.
- Тихонравов М. К. Полёт птиц и машины с машущими крыльями. М.-Л., 1937. 128 с.
  - Полёт птиц и машины с машущими крыльями, 2-е изд., с доп. — М., 1949.
- Технические и физические проблемы космонавтики. — М.: Моск. авиац. ин-т им. Серго Орджоникидзе, 1971.
- Основы теории полёта и элементы проектирования искусственных спутников Земли / М. К. Тихонравов [и др.]; под ред. М. К. Тихонравова. — М. : Машиностроение, 1967. — 295 с. : ил. — К 50-летию Великой Октябрьской социалистической революции. — Библиогр.: с. 291—293 (46 назв.).
  - Основы теории полёта и элементы проектирования искусственных спутников Земли / М. К. Тихонравов, и др.; Под ред. М. К. Тихонравова. — 2-е изд., перераб. и доп. — М. : Машиностроение, 1974. — 331 с. : ил. — Библиогр.:с.325-328(84 назв.).

под ред. М. К. Тихонравова
- Циолковский К. Э. Исследование мировых пространств реактивными приборами : Труды по космонавтике / К. Э. Циолковский; Под ред. М. К. Тихонравова. — М. : Машиностроение, 1967. — 375 с. : ил. — (К 50-летию Великой Октябрьской революции). — На обл.: К. Э. Циолковский. Труды по космонавтике.

## Документалистика
- Документальный фильм. ООО «Под знаком „Пи“» по заказу ГТРК «Культура». 2012 г (29 июля 2020). Тайный советник Королёва.  40 мин. Россия-Культура. {{cite episode}}: |series= пропущен или пуст (справка)